# حنوت‌تاوی (کاهنه مصر باستان)
| W10 · t | N17 · N17 |

| W10 · t | N17 · N17 |

حنوت‌تاوی (انگلیسی: Henuttawy) کاهنه مصر باستان و همسر خدای آمون در دودمان بیست و یکم مصر بود.

## زندگی‌نامه
پدرش پینجم دوم، کاهن اعظم آمون و مادرش ایست‌ام‌خب دی، خواننده آمون بود. هر دو والدین او فرزندان کشیش اعظم منخپررع بودند که برادرِ شاهدخت ماعت‌کارع موت‌ام‌حت، همسر خدا قبل از حنوت‌تاوی بود.
حنوت‌تاوی را تنها از چند اوشابتی می‌شناسند. کاروماما مریت‌موت جانشین او به عنوان همسر خدای آمون شد.